# Nervus dorsalis scapulae

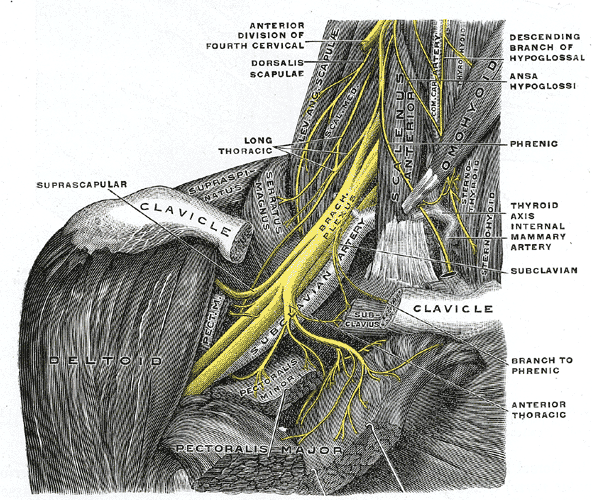
Plexus brachialis mit Nervus dorsalis scapulae

Der Nervus dorsalis scapulae (hintere Schulterblattnerv) ist ein motorischer Nerv des Armgeflechts (Plexus brachialis). Er hat seinen Ursprung im vierten und fünften Halssegment des Rückenmarks (C4–C5). Er gehört zum Pars supraclavicularis des Plexus brachialis. 
Der Nerv tritt nach seiner Isolierung aus dem Armgeflecht durch den Musculus scalenus medius hindurch und verläuft unter dem Musculus levator scapulae zum medialen Schulterblattrand. Hier innerviert er beim Menschen den Musculus rhomboideus major, den Musculus rhomboideus minor und den Musculus levator scapulae, bei den Haustieren entsprechend den Musculus rhomboideus thoracis und Musculus rhomboideus cervicis.